# ماهية
الماهية تطلق غالبا على الأمر المتعقل، مثل المتعقل من الإنسان، وهو الحيوان الناطق مع قطع النظر عن الوجود الخارجي. والأمر المتعقل، من حيث إنه مقول في جواب ما هو، يسمى: ماهية، ومن حيث ثبوته في الخارج، يسمى حقيقة، ومن حيث امتيازه عن الأغيار، هوية، ومن حيث حمل اللوازم له: ذاتا، ومن حيث يستنبط من اللفظ، مدلولا، ومن حيث إنه محل الحوادث: جوهرا، وعلى هذا.
ماهية الشيء هي ما به الشيء هو هو، وهي من حيث هي هي موجودة، ولا معدومة، ولا كلي، ولا جزئي، ولا خاص، ولا عام. وقيل منسوب إلى ما، والأصل "المائية"، قلبت الهمزة هاء لئلا يشتبه بالمصدر المأخوذ من لفظ: ما، والأظهر أنه نسبة إلى: ما هو؛ جعلت الكلمتان ككلمة واحدة.

## ماهية بالعامية المصرية

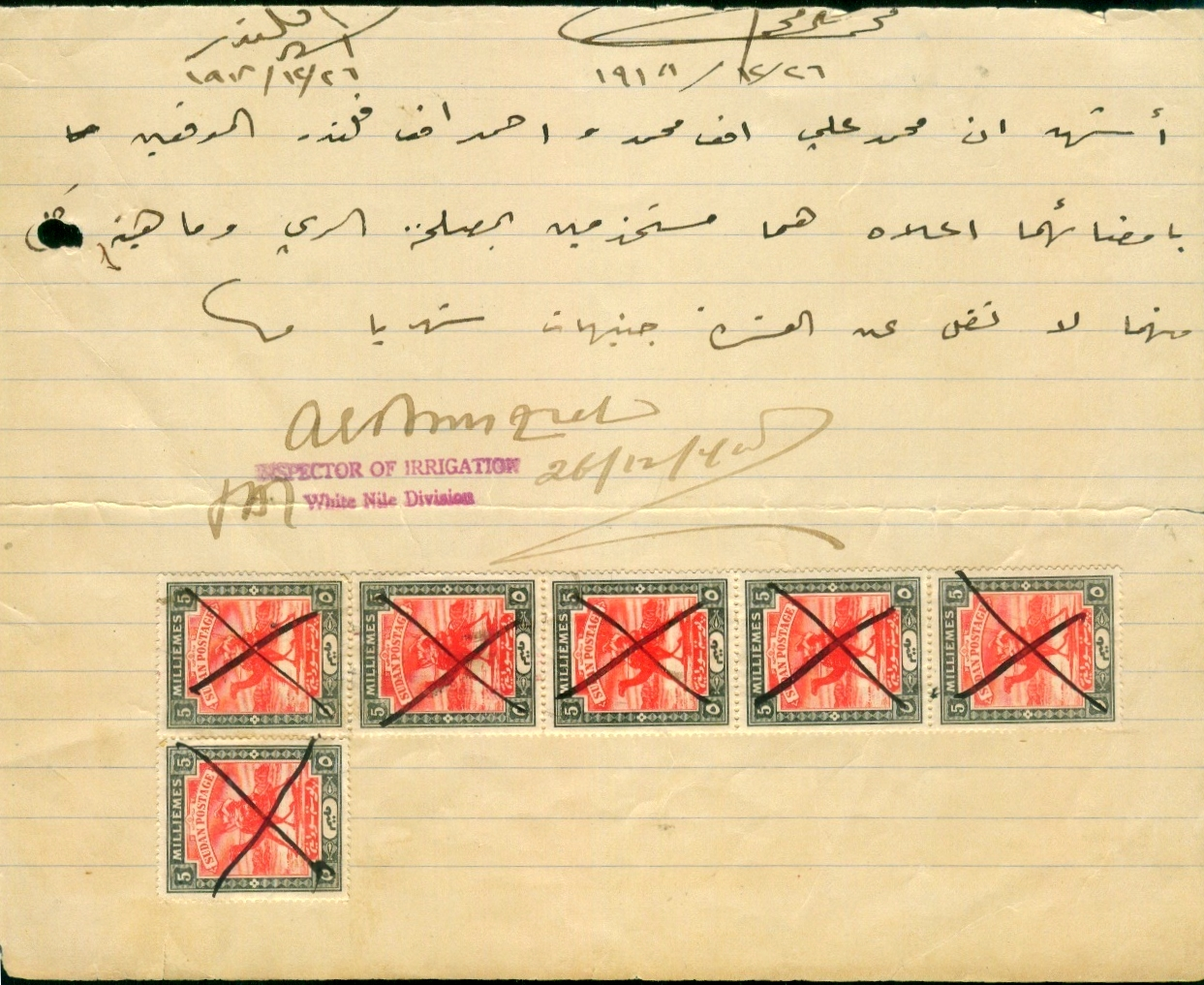
ماهية

لفظ ماهية بالعامية المصرية يعني مرتب أو أجر.